# Vallina
Vallina is een plaats (frazione) in de Italiaanse gemeente Fabriano.